# Campeonato Africano de Atletismo de 2012 - Salto em distância masculino
A prova do salto em distância masculino do Campeonato Africano de Atletismo de 2012 foi disputada entre os dias 27 e 28 de junho de 2012 no Estádio Charles de Gaulle em Porto Novo,  no Benim. 

## Recordes
Antes desta competição, os recordes mundiais e do campeonato nesta prova eram os seguintes:
|                       | Nome                   | Nacionalidade  | Distância | Local  | Data                 |
| --------------------- | ---------------------- | -------------- | --------- | ------ | -------------------- |
| Recorde mundial       | Mike Powell            | Estados Unidos | 8m 95 cm  | Tóquio | 30 de agosto de 1991 |
| Recorde do campeonato | Younès Moudrik         | Marrocos       | 8m 34cm   | Argel  | 13 de julho de 2000  |
| Recorde africano      | Godfrey Khotso Mokoena | África do Sul  | 8m 50cm   | Madri  | 4 de julho de 2009   |

## Medalhistas
| Ouro                   | Prata              | Bronze                 |
| Ndiss Kaba Badji (SEN) | Zarck Visser (RSA) | Ignisious Gaisah (GHA) |

## Cronograma
Todos os horários são locais (UTC+1).
| Data        | Hora  | Evento  |
| ----------- | ----- | ------- |
| 27 de junho | 15:00 | Bateria |
| 28 de junho | 16:10 | Final   |

## Resultados

### Qualificação
Qualificação. 7.60m (Q) ou pelo menos 12 melhores (q) avançam para a final.
| Posição | Grupo | Atleta              | Nacionalidade      | #1    | #2    | #3    | Resultados | Notas |
| ------- | ----- | ------------------- | ------------------ | ----- | ----- | ----- | ---------- | ----- |
| 1       | B     | Ignisious Gaisah    | Gana               | 7.96w | x     | x     | 7.96w      | Q     |
| 2       | A     | Ndiss Kaba Badji    | Senegal            | 7.87  |       |       | 7.87       | Q     |
| 3       | A     | Stanley Gbagbeke    | Nigéria            | 7.29  | 7.26  | 7.60  | 7.60       | Q     |
| 4       | A     | Robert Martey       | África do Sul      | 7.55  | 7.45  | 7.56  | 7.56       | q     |
| 5       | B     | Alaeddine Benhssine | Tunísia            | 7.55w | 7.23  | x     | 7.55w      | q     |
| 6       | B     | Clive Chafausipo    | Zimbabwe           | 7.33w | 7.53w | 6.06  | 7.53w      | q     |
| 7       | A     | Mamadou Chérif Dia  | Mali               | 7.40  | 7.50  | 7.31  | 7.50       | q     |
| 8       | B     | Zarck Visser        | África do Sul      | 7.47  | 7.16  | x     | 7.47       | q     |
| 8       | B     | Fathallah Deifullah | Egito              | 7.47w | x     | 7.16  | 7.47w      | q     |
| 10      | B     | Elijah Kimitei      | Quênia             | 7.18w | 7.33  | 7.21  | 7.33       | q     |
| 11      | A     | Lingo Obanga        | Etiópia            | 7.02  | 7.31w | x     | 7.31w      | q     |
| 12      | B     | Ben Bande           | Burquina Fasso     | 7.16w | 6.91  | 6.61  | 7.16w      | q     |
| 13      | A     | Abdelhakim Mlaab    | Marrocos           | x     | 7.01w | 6.86  | 7.01w      |       |
| 14      | B     | Sewa Sourou         | Benim              | 6.98w | 6.82  | 5.93  | 6.98w      |       |
| 15      | A     | Roland Djossou      | Benim              | 6.96w | x     | –     | 6.96w      |       |
| 16      | B     | Jacouba Mamane      | Níger              | 6.91w | 6.86  | x     | 6.91w      |       |
| 17      | A     | Jean Kanyangara     | Ruanda             | 6.38w | 6.39w | 6.15w | 6.39w      |       |
| 18      | A     | Jon Duschele        | Zimbabwe           | x     | 5.75  | 4.88  | 5.75       |       |
| 99 !    | A     | Abrahams Nikiema    | Burquina Fasso     |       |       |       | DNS        |       |
| 99 !    | A     | Herman Sita Kihoue  | República do Congo |       |       |       | DNS        |       |

### Final
| Posição           | Atleta              | Nacionalidade  | #1   | #2   | #3   | #4   | #5   | #6   | Resultados | Notas |
| ----------------- | ------------------- | -------------- | ---- | ---- | ---- | ---- | ---- | ---- | ---------- | ----- |
| Medalha de ouro   | Ndiss Kaba Badji    | Senegal        | 7.95 | 7.89 | 8.04 | 7.73 | 7.82 | x    | 8.04       |       |
| Medalha de prata  | Zarck Visser        | África do Sul  | 7.87 | 7.98 | 7.77 | 7.62 | 7.80 | 7.80 | 7.98       |       |
| Medalha de bronze | Ignisious Gaisah    | Gana           | 7.61 | 7.72 | x    | 7.73 | 7.61 | 7.68 | 7.73       |       |
| 4                 | Clive Chafausipo    | Zimbabwe       | 7.28 | 7.42 | 7.61 | 7.40 | 7.41 | 7.68 | 7.68       |       |
| 5                 | Stanley Gbagbeke    | Nigéria        | 7.60 | 7.41 | x    | 7.65 | 7.46 | 7.36 | 7.65       |       |
| 6                 | Elijah Kimitei      | Quênia         | 7.42 | 7.13 | 7.47 | 7.35 | 7.47 | 7.31 | 7.47       |       |
| 7                 | Robert Martey       | África do Sul  | 7.05 | 7.37 | 7.39 | x    | 7.23 | 7.25 | 7.39       |       |
| 8                 | Mamadou Chérif Dia  | Mali           | 7.23 | x    | 7.35 | x    | x    | 7.23 | 7.35       |       |
| 9                 | Alaeddine Benhssine | Tunísia        | 7.13 | 7.31 | 7.21 |      |      |      | 7.31       |       |
| 10                | Lingo Obanga        | Etiópia        | x    | 7.26 | x    |      |      |      | 7.26       |       |
| 11                | Fathallah Deifullah | Egito          | 7.21 | 3.97 | –    |      |      |      | 7.21       |       |
| 12                | Ben Bande           | Burquina Fasso | 6.88 | 6.64 | 6.84 |      |      |      | 6.88       |       |

Legenda
| Recorde mundial       | Recorde mundial (World record)               |                       | Recorde africano                      | Recorde africano (African) |                                           | Q | Classificado por posição (Qualified) |
| Recorde do campeonato | Recorde do campeonato (Championship record)  | Recorde da América    | Recorde da América (Americas)         | q                          | Classificado por melhor tempo (Qualified) |   |                                      |
| Melhor marca do ano   | Melhor marca do ano (World leading)          | Recorde asiático      | Recorde asiático (Asian)              | DNS                        | Não largou (Did not start)                |   |                                      |
| Recorde nacional      | Recorde nacional (National record)           | Recorde europeu       | Recorde europeu (European)            | DNF                        | Não terminou (Did not finish)             |   |                                      |
| Recorde pessoal       | Recorde pessoal do atleta (Personal best)    | Recorde da Oceania    | Recorde da Oceania (Oceania)          | DSQ / DQ                   | Desclassificado (Disqualified)            |   |                                      |
| Recorde da temporada  | Recorde da temporada do atleta (Season best) | Recorde sul-americano | Recorde sul-americano (South America) | NM                         | Sem marca (No mark)                       |   |                                      |